# Martin Krauß
Martin Krauß (* 1964 in Koblenz) ist ein deutscher Politikwissenschaftler, Journalist und Publizist. Er ist überwiegend als Sportjournalist tätig und war von 2008 bis 2019 zunächst Kolumnist und dann Politikredakteur der Jüdischen Allgemeinen. Über Sport bzw. das Spannungsfeld zwischen Politik und Sport veröffentlichte er mehrere Bücher.

## Leben
Krauß besuchte zunächst in Düsseldorf und dann in Sankt Augustin die Schule, wo er 1983 das Abitur ablegte. Nach dem Grundwehrdienst nahm er 1984 an der Freien Universität Berlin ein Studium der Politischen Wissenschaft auf und beendete es 1990 mit einer Diplomarbeit über das Ende des Sportsystems der DDR und dessen Einbettung in einen fordistisch geprägten Weltsport.
Bereits während des Studiums war Krauß von 1984 bis 1989 Redakteur der Antimilitarismus-Information, von 1992 bis 1994 gab er zusammen mit Michael Boltenwar die Zeitschrift Sportkritik – Die Zeitschrift gegen das Unentschieden heraus. 1993/94 absolvierte er am Potsdam Kolleg in Berlin eine Fortbildung zum Fernsehjournalisten, wurde aber nach einigen Beiträgen für ORB und SFB 1994 Leiter des Sportressorts der Jungen Welt, deren stellvertretender Chefredakteur er zudem von 1995 bis 1997 war. Ab 1997 arbeitete er als freier Journalist für Jungle World, taz und Freitag und begann im Jahr 2000 Sportsachbücher zu schreiben. Im Folgejahr wurde er im Werkstatt-Verlag Mitherausgeber der Buchreihe abenteuer: Sport, für die er auch zwei Bände selbst verfasste. Zwischendurch war Krauß für verschiedene Printmedien wie Jungle World und Rund als Redakteur tätig, zuletzt von 2008 bis 2019 für die Jüdische Allgemeine. Er ist Lehrbeauftragter an der Berliner Medienakademie.
Krauß lebt und arbeitet in Berlin.

## Buchveröffentlichungen
- mit Knud Kohr: Kampftage – Die Geschichte des deutschen Berufsboxens. Verlag Die Werkstatt, Göttingen 2000, ISBN 978-3-89533-309-5.
- Doping. Rotbuch-Verlag, Hamburg 2000, ISBN 978-3-434-53509-6.
- mit Frank Ketterer: abenteuer: Sport – Triathlon. Verlag Die Werkstatt, Göttingen 2001, ISBN 978-3-89533-314-9.
- abenteuer: Sport – Schwimmen. Verlag Die Werkstatt, Göttingen 2002, ISBN 978-3-89533-365-1.
- Schmeling – Die Karriere eines Jahrhundertdeutschen. Verlag Die Werkstatt, Göttingen 2005, ISBN 978-3-89533-472-6.
- mit Rolf-Günther Schulze (Hrsg.): Wer macht den Sport kaputt? Doping, Kontrolle und Menschenwürde. Verbrecher-Verlag, Berlin 2008.
- Muhammad Ali – Ein Leben (Hörbuch). Argon Verlag, Berlin 2009.
- mit Katrin Richter: Israelisch kochen. Verlag Die Werkstatt, Göttingen 2012, ISBN 978-3-947021-51-2.
- Der Träger war immer schon vorher da. Nagel & Kimche, München 2013, ISBN 978-3-312-00558-1.
- mit Heiko Beyer: Amerika – Europa. Transatlantizismus als Erkenntnisstrategie. Verbrecher Verlag, Berlin 2020, ISBN 978-3-95732-456-6.
- Dabei sein wäre alles: Wie Athletinnen und Athleten bis heute gegen Ausgrenzung kämpfen. C. Bertelsmann, München 2024, ISBN 978-3-570-10547-4.